# Jean Desgrouais
Jean Desgrouais  (* 1703 in Magny-en-Vexin, Département Val-d’Oise; † 6. Oktober 1766 ebenda) war ein französischer Romanist, Sprachpurist und Lexikograf.

## Leben und Werk
Jean Desgrouais (meist Monsieur Desgrouais genannt) war Lehrer am Collège Royal in Toulouse. In der Manier eines „Vaugelas des 18. Jahrhunderts“ publizierte er das erfolgreiche und beispielgebende Handbuch der Sprachdummheiten, d. h. des puristisch zu kritisierenden Sprachgebrauchs seiner Toulouser Schüler, unter dem Titel:
Les gasconismes corrigés. Ouvrage utile à toutes les personnes qui veulent parler & écrire correctement, & principalement aux jeunes gens, dont l’éducation n'est point encore formée,  Toulouse 1766, 1768, 1776; nouvelle édition corrigée et augmentée, Marseille 1792; nouvelle édition revue, corrigée et augmentée, Toulouse 1801, 1812; Paris 1972, Nîmes 1997.
Einigen Quellen zufolge ist Laurent Angliviel de La Beaumelle Mitautor des Buches.